# Fosfeen
Een fosfeen is een nawerkingsvlek die op het netvlies ontstaat nadat men in een lichtbron heeft gekeken.
De naam "fosfeen" (in het Frans: phosphène) werd voor het eerst gebruikt door de Franse wetenschapper Lelorgne de Savigny als benaming voor een glimworm. Later werd de term door de fysiologen overgenomen.
De vader van de moderne fosfenenwetenschappen is de Franse schoolarts Francis Lefebure. De spirituele beweging die hij hieromheen creëerde, wordt het fosfenisme genoemd.

## Categorieën fosfenen
- Lichtfosfenen
- Drukkingsfosfenen
- Pathologische fosfenen